# Ginesa de Ayala y Sarmiento
Ginesa de Ayala y Sarmiento (¿?->1517?). Fue una dama de la nobleza castellana perteneciente a la Casa de Ayala, que vivió entre los siglos XV y XVI.

## Orígenes familiares
Ginesa de Ayala fue hija de Garci López de Ayala Herrera, señor de Ayala (Álava) y Ampudia (Palencia), mariscal de Castilla y merino mayor de Guipúzcoa, y de María Sarmiento Manuel (¿? – 1516), que fue hija a su vez de García Sarmiento, señor de Salvatierra  de Miño y Sobroso, y de María Manuel. Tuvo cuatro hermanos: Fernando, García, Miguel y el líder de la Casa de Ayala a la muerte de su padre, Pedro López de Ayala y Sarmiento, primer conde de Salvatierra de Álava, sucesor en los oficios regios que ostentó su padre. Pedro López de Ayala es llamado “el Comunero”, por su condición de capitán general del norte en el ejército comunero, al estallar la Guerra de las Comunidades de Castilla. Además, tuvo otras dos hermanas: María de Ayala y Mencía de Ayala. Por parte de padre todos ellos descendían del canciller Pedro López de Ayala, primer señor de Salvatierra y famoso cronista y poeta castellano de los siglos XIV y XV.

## Biografía
Son pocos los datos históricos que han llegado de Ginesa de Ayala. Se desconoce su fecha de nacimiento, y tampoco se sabe exactamente cuándo murió. Conocemos algunos aspectos de su vida a través de los pleitos en los que se vio inmersa. Aunque ofrecen poca información biográfica, son lo suficientemente elocuentes como para comprobar que la vida de Ginesa no debió ser muy afortunada.
Ginesa sufrió agravios en relación con ciertos bienes que le pertenecían por derecho y que no dejó de reclamar, junto a su madre, María Sarmiento. Tras la muerte de su padre el mariscal de Castilla en 1485, la asignación y el pago de su dote que le correspondía, a ella y a su hermana Mencía de Ayala, constituyó un elemento de conflicto con su hermano Pedro López de Ayala. Inicialmente fue su madre, como tutora y curadora de ella y de sus hermanos menores de edad, quien reclamó los derechos suyos y del conjunto de su descendencia (para lo cual no dudó en incluir un codicilo falsificado al testamento de su marido). Ginesa recibió una compensación mucho menor de la reclamada. La controversia en el caso de Ginesa dio lugar a un nuevo pleito a inicios del siglo XVI. Al menos hasta 1512, no recibiría Ginesa la parte de la herencia que le correspondía de su padre.
Se sabe que contrajo matrimonio con Ochoa de Salazar, que era preboste de Portugalete, siguiendo, seguramente las estrategias de alianzas de los Ayala. Ochoa de Salazar fue uno de los nietos del famoso banderizo vizcaíno y pariente mayor de su linaje, Lope García de Salazar, belicoso noble conocido también por dejar escritas varias obras importantes que dan cuenta de los conflictos de su época, la Crónica de Vizcaya y el Libro de las Bienandanzas e Fortunas. Ginesa y Ochoa no tuvieron descendencia y el matrimonio resultó triste y desgraciado, especialmente para Ginesa, puesto que fue víctima de malos tratos continuados por parte de su marido. Terminarían separándose probablemente en torno a 1517.
Se desconoce la fecha de su muerte, aunque tuvo que producirse durante la primera mitad del siglo XVI. Se sabe que su última voluntad fue que parte de sus bienes se legaran al monasterio de San Juan de Quejana, perteneciente a la orden de Dominicas. El lugar estaba muy vinculado a la casa de los Ayala, pues en Quejana (Álava) se encontraba el panteón donde se hallaban sepultados parte de sus ancestros. No obstante, la repartición de su herencia también generó cierta controversia, y en 1563 el propio monasterio de San Juan de Quejana, heredero de parte del patrimonio de la dama, se querelló contra sus parientes en reclamación de sus derechos.

## Un matrimonio traumático
Ginesa habría contraído matrimonio con Ochoa de Salazar en fecha posterior a 1494. En 1498, al parecer Ginesa vivía ya separada de su marido. En una carta de receptoría firmada por los reyes y dirigida al corregidor de Burgos el 2 de agosto de ese año se dice que Ginesa se había dirigido al Consejo real afirmando que su marido le daba “muy mala vida”, y le había causado “grandes feridas” sin causa alguna, hasta el punto de hacerle temer por “su salud e vida”. Para evitar mayores inconvenientes, el propio Ochoa la había enviado a casa de su madre, María Sarmiento. Una vez allí, había determinado no volver con su marido y denunciarle ante la justicia. Sus temores se sustentaban en las amenazas que públicamente Ochoa de Salazar había lanzado contra ella, declarando que la mataría en cuanto la volviera a tener a la vista. Ginesa pedía así amparo ante la justicia real.

Citado para declarar, Ochoa de Salazar negó las agresiones y el maltrato. Alegó que vivían separados desde hacía siete meses, acusando a Ginesa de haber abandonado la casa conyugal, por lo cual había reclamado ante la Chancillería que la obligara a regresar a “su poder”, pues él “la guarda muy bien y lo más honradamente que ha podido”. La Chancillería inicialmente instó a Ginesa a volver con él, pero consiguió que esta orden no se ejecutara hasta que no se viese su acusación en el Consejo real. Su marido se defendió diciendo que “sy algunas veses le dixo algunas palabras o fiso alguna cosa, que hera muy templadamente e con justa rasón e cabsa que para ello tenýa”. Ginesa alegaba que Ochoa mentía y que había llegado a casa de su madre “ferida e maltratada”, y que lo probaría con testigos. Se inicia entonces un juicio para determinar de parte de quién estaba la razón. Mientras tanto, Ginesa residiría por orden judicial junto a su madre María Sarmiento. Ochoa de Salazar, al parecer, no fue capaz de reprimir la violencia mientras se llevaban a cabo las averiguaciones. Se dirigió a casa de María Sarmiento a buscarla irrumpiendo con varios hombres armados. La tentativa fracasó gracias a la protección que algunos criados y caballeros de la casa de María le brindaron.
estando mi parte [Ginesa de Ayala] en casa de doña María Sarmiento, su madre, donde el dicho juez mandó que estubiese, entró el dicho su marido con hasta diez honbres armados a la sacar de poder de la dicha su madre, lo qual puso en obra sy non fuera por algunos criados de la dicha su madre e algunos cavalleros que allí se hallaron.
En torno al año 1517, Ginesa se debió divorciar de su marido, Ochoa de Salazar, cuyo comportamiento demostraba que había salido de la misma cepa violenta que su abuelo, el banderizo Lope García de Salazar. La biografía de Ginesa revela cuán dura podía resultar la vida de una dama, aun perteneciendo a un noble linaje de ilustre familia. Pero muestra también su voluntad de defenderse y de reclamar la reparación de los daños y agravios recibidos por los varones de su familia, haciendo uso activo de los medios judiciales, aun a riesgo de no ser creída. A juicio de los investigadores, casos como el de Ginesa cambian la interpretación historiográfica tradicional que afirmaba que las mujeres medievales sufrían pasivamente la violencia machista. Refleja además la capacidad de las madres nobles de defender a sus hijas gracias a los apoyos de las clientelas que ellas mismas habían reunido en sus propias casas, como ocurrió con la madre de Ginesa y de María de Ayala, María Sarmiento.